# Malšice (stacja kolejowa)
Malšice – stacja kolejowa w miejscowości Malšice, w kraju południowoczeskim, w Czechach. Znajduje się na linii 202 Tábor - Bechyně, na wysokości 500 m n.p.m..  

## Linie kolejowe
- 202: Tábor - Bechyně